# Lô Khê, Tương Tây
Lô Khê (chữ Hán giản thể: 泸溪县) là một huyện thuộc Châu tự trị dân tộc Thổ Gia, Miêu Tương Tây, tỉnh Hồ Nam. Cộng hòa Nhân dân Trung Hoa. Huyện này có diện tích 1569 ki-lô-mét vuông, dân số năm 2003 là 286.933 người. Mã số bưu chính là 416100, mã vùng điện thoại là 0743, trong đó có 57,57% là dân tộc thiểu số (Thổ Gia, Miêu). Về mặt hành chính, đến thời điểm ngày 31/12/2003, huyện Lô Khê được chia thành 8 trấn, 11 hương. Tổng cộng có 1167 tiểu tổ thôn dân, 73 tiểu tổ cư dân.
- Trấn: Bạch Sa, Hợp Thủy, Đạt Lam, Hưng Long Trường, Vũ Khê, Tẩy Khê, Phố Thị, Đàm Khê.
- Hương: Bát Thập Bình, Thượng Bảo, Tiểu Chương, Bạch Dương Khê, Thạch Lựu Bình, Vĩnh Hưng Trường, Lý Gia Điền, Trường Bình, Lương Gia, Giải Phóng Nham, Đạp Hổ.